# Aldo Foglio
Aldo Foglio (Strona, 14 ottobre 1921 – ...) è stato un calciatore e allenatore di calcio italiano, di ruolo attaccante.

## Caratteristiche tecniche

### Giocatore
Giocava come ala sinistra.

## Carriera

### Giocatore
Ad inizio carriera gioca nel Galliate, che nel 1942, dopo una stagione trascorsa nel campionato di Serie C, lo mette in lista di trasferimento; nella stagione 1942-1943 segna una rete in 20 presenze in Serie C con l'Abbiategrasso; nel 1946 arriva alla Reggiana dal Novara, dove aveva giocato il campionato precedente segnando 5 reti in 15 presenze. Nel corso della stagione 1946-1947 gioca 20 partite in Serie B con la squadra emiliana, mettendo anche a segno 4 gol. A fine campionato fa ritorno al Novara, con cui nella stagione 1947-1948 vince il campionato di Serie B contribuendo alla promozione con 3 reti in 17 presenze. Nella stagione 1948-1949 gioca in Promozione (il massimo livello dilettantistico dell'epoca) con il Verbania, mentre nella stagione 1949-1950 gioca in Serie C con la Biellese, con cui segna una rete in 9 partite di campionato.

### Allenatore
Nella stagione 1967-1968 ha allenato il Verbania in Serie C, ottenendo un settimo posto in classifica.

## Palmarès

### Giocatore

#### Competizioni nazionali
- Serie B: 1

Novara: 1947-1948